# Dekanat łupawski
Dekanat Łupawa – jeden z 30 dekanatów w rzymskokatolickiej diecezji pelplińskiej.

## Parafie
W skład dekanatu wchodzi 10 parafii:
- parafia Najświętszej Maryi Panny Królowej Polski – Budowo
- parafia Wniebowzięcia Najświętszej Maryi Panny – Cewice
- parafia św. Stanisława Kostki – Czarna Dąbrówka
- parafia św. Jana Chrzciciela – Dębnica Kaszubska
- parafia św. Stanisława – Dobieszewo
- parafia Matki Bożej Częstochowskiej – Łupawa
- parafia św. Kazimierza – Mikorowo
- parafia św. Antoniego Padewskiego – Nożyno
- parafia św. Andrzeja Boboli – Rokity

## Sąsiednie dekanaty
Bytów, Główczyce, Lębork, Miastko (diec. koszalińsko-kołobrzeska), Sierakowice, Słupsk Wschód (diec. koszalińsko-kołobrzeska), Słupsk Zachód (diec. koszalińsko-kołobrzeska).